# Genimenoides
Genimenoides is een geslacht van rechtvleugeligen uit de familie veldsprinkhanen (Acrididae). De wetenschappelijke naam van dit geslacht is voor het eerst geldig gepubliceerd in 1934 door Henry.

## Soorten
Het geslacht Genimenoides omvat de volgende soorten:
- Genimenoides coloratum Henry, 1934
- Genimenoides subapterum Uvarov, 1927
- Genimenoides vittatum Mao, Ren & Ou, 2010